# 松平康忠
松平康忠（1546年—1618年9月28日），日本戰國時代至安土桃山時代的武將。長澤松平家第8代當主。德川氏的家臣。德川家康的從弟。父親是松平政忠。母親是松平清康的女兒碓井姬。正室是矢田姬（松平廣忠的女兒，家康的妹妹）。繼室是松平信定的女兒。通稱源七郎、上野介。

## 生平
在天文15年（1546年）出生。父親政忠在永祿3年（1560年）5月的桶狹間之戰中被討死，祖父親廣成為年幼的康忠的後見。另一方面，母親碓井姬再嫁給德川家的重臣酒井忠次，於是與康忠分開。在永祿5年 （1562年）元服，被任命為三河國寶飯郡小坂井等1千8百10貫文的知行。康忠的叔父信重和近清等人亦被家康給予1百貫文並任命為輔佐。信重在翌年的三河一向一揆屬於家康方被討死，而近清一直輔助康忠直至天正16年（1588年）死去。
此後康忠在元龜元年（1570年）從屬於義父忠次參加姉川之戰。接著在天正3年（1575年）的長篠之戰中並跟隨忠次參戰。作為德川軍的別働隊攻略武田信實守備的鳶巢砦，成為幫助長篠城解圍。之後成為家康的嫡男信康的家老，不過因為信康在天正7年（1579年）自殺而蟄居。
後來得到家康的允許而復歸，在天正10年（1582年）的本能寺之變發生後與家康一同穿越伊賀。之後參加天正12年（1584年）的小牧長久手之戰。在天正16年（1588年）把家督讓予嫡子康直並在京都隱居。
不久，成為武藏深谷藩藩主的康直在文祿2年（1593年）以24歳之齡病死。已經隱居的康忠收家康的七男松千代為康直的養子並令其繼承深谷藩1萬石。不過松千代亦在慶長4年（1599年）死去，因此以松千代的哥哥辰千代（後來的松平忠輝）為繼承人。在元和4年（1618年）8月10日死去。享年73歲。法號是源齋。
在元和2年（1616年）因為忠輝被改易而令長澤松平家嫡流絕後，不過康忠的血脈亦有存續到後世。
在天文9年（1540年）的安城合戰中戰死的同名武將松平康忠（甚六郎）是松平宗家親忠系的松平張忠的兒子，不是同一人。

## 外部連結
- 三河武士のやかた家康館 「徳川家康」 松平　康忠 (1546～1618) （页面存档备份，存于）